# Париж – Сакле
Paris-Saclay е технологичен и научен парк, който се строи на юг от Париж. Включва изследователски институции, два големи френски университета с центрове за висше образование (Grandes Écoles), както и изследователски центрове на частни компании. През 2013 г. Technology Review поставя Paris-Saclay сред 8-те най-добри изследователски клъстера в света. През 2014 г. той съставлява близо 15% от френския капацитет за научни изследвания.
Първите селища датират от 50-те години на миналия век, а районът е разширяван няколко пъти през 70-те и 2000-те години на XX в. В момента се изпълняват няколко проекта за по-нататъшно развитие на кампуса, включително преместване на някои съоръжения.
Днес районът е дом на много от най-големите високотехнологични компании в Европа, както и на двата водещи университета във Франция, Université Paris-Saclay (Сентрал Сюпелек, ENS Paris-Saclay и др.) и Политехническия институт в Париж (Екол политекник, Телеком Пари, ХЕК Париж и др.). В класацията на ARWU 2020 университетът Париж-Саклe се нарежда на 14-о място в света по математика и 9-то по физика (1-во в Европа).
Целта е да се укрепи клъстерът, за да се създаде международен център за наука и технологии, който може да се конкурира с други високотехнологични райони като Силициевата долина или Кеймбридж, Масачузетс.